# Кубасов, Дмитрий Александрович
Дми́трий Алекса́ндрович Куба́сов (род. 25 февраля 1985) — российский актёр театра и кино, режиссёр, сценарист, кинооператор.

## Биография
Родился 25 февраля 1985 года. В 2006 году окончил ВТУ имени Б. Щукина (курс Шлыкова), в студенческие годы играл в театре имени Вахтангова. Затем перешёл в театр «Практика».
В 2008 году режиссёр Вадим Шмелёв пригласил Дмитрия на одну из ведущих ролей в первом молодёжном российском слэшере «С. С. Д.». Также Кубасов сыграл роли в фильмах «Пёстрые сумерки» (режиссёр Людмила Гурченко), «Детям до 16...» (режиссёр Андрей Кавун) и других.
В 2017-2018 годах выступил режиссёром первых сезонов (50 серий) документального сериала на YouTube про любительский футбольный клуб «Эгриси» из Москвы, спонсором и владельцем которого был журналист и комментатор Василий Уткин.

## Творчество

### Фильмография

#### Актёр
| Год       |     | Название                           | Роль                            |
| --------- | --- | ---------------------------------- | ------------------------------- |
| 2005      | с   | Каменская 4 (фильм «Личное дело»)  | Артём Баженов                   |
| 2006—2007 | с   | Гонка за счастьем                  | Паша                            |
| 2007      | ф   | Жизнь врасплох                     | Вован                           |
| 2007      | с   | Богатая и любимая                  | Ваня, сын Сотоцкой и Дубова     |
| 2007      | ф   | Груз 200                           | Славик                          |
| 2008      | с   | Возьми меня с собой                | Юра Квитко, сын Тамары          |
| 2008      | ф   | Озеро (фр. Un lac)                 | Алексей                         |
| 2008      | с   | Осенний детектив (фильм «Экзамен») | Влад Новиков                    |
| 2008      | ф   | Сорокапятка                        | Павел Гусев                     |
| 2008      | ф   | С. С. Д.                           | Саша                            |
| 2009      | с   | Возьми меня с собой 2              | Юра Квитко, сын Тамары          |
| 2009      | с   | Дикий (серия «Красная ртуть»)      | Семён                           |
| 2009      | ф   | Пёстрые сумерки                    | Олег Аккуратов, слепой музыкант |
| 2010      | с   | Башня                              | Максим, менеджер                |
| 2010      | ф   | Детям до 16...                     | Кирилл                          |
| 2011      | с   | Башня. Новые люди                  | Максим, менеджер                |
| 2012      | ф   | Холодно                            | Саша                            |
| 2014      | кор | 14 шагов                           | Паша                            |
| 2014      | ф   | Комбинат «Надежда»                 | Константин                      |
| 2018      | с   | Света с того света                 | Лёня                            |
| 2019      | ф   | Город уснул                        | Дмитрий                         |

#### Режиссёр
- 2011 — Таня пятая (документальный)
- 2012 — Алёхин (документальный)
- 2012 — Зима, уходи! (документальный) (совместно с 9 режиссёрами)
- 2016 — Бабочки (документальный)
- 2018 — Вертолёты (документальный) о кругосветном перелете с участием М. Фариха, Д. Ракитского, А. Курылева и В. Мельникова

#### Сценарист
- 2011 — Таня пятая (документальный)
- 2012 — Алёхин (документальный)
- 2016 — Бабочки (документальный)
- 2018 — Вертолёты (документальный)

#### Кинооператор
- 2011 — Таня пятая (документальный)
- 2012 — Алёхин (документальный)
- 2016 — Бабочки (документальный)
- 2018 — Вертолёты (документальный)
- 2022 — Свидетель (документальный)

#### Монтажёр
- 2012 — Алёхин (документальный)
- 2022 — Свидетель (документальный)

## Награды
- 2012 — номинация «Лучший полнометражный документальный фильм» на приз «Серебряный глаз» Международного фестиваля документального кино в Йиглаве — за режиссёрскую работу к фильму «Зима, уходи!» (совместно с 9 режиссёрами)
- 2012 — номинация «Кинематографисты современности» на приз «Золотой леопард» Международного кинофестиваля в Локарно — за режиссёрскую работу к фильму «Зима, уходи!» (совместно с 9 режиссёрами)
- 2013 — номинация «Лучший неигровой фильм» на кинопремию «Ника» — за режиссёрскую работу к фильму «Зима, уходи!» (совместно с 9 режиссёрами)[3]